# Blackout (Lilin)
Blackout (Español Apagón) es un supervillano ficticio que aparece en los cómics estadounidenses publicados por Marvel Comics. Representado como un medio demonio y es el segundo personaje que usa el nombre dentro del universo ficticio.
El personaje es interpretado por Johnny Whitworth en la película de 2012 Ghost Rider: Espíritu de Venganza.

## Historial de publicaciones
Blackout apareció por primera vez en Ghost Rider # 2 y fue creado por Howard Mackie y Javier Saltares.

## Biografía del personaje ficticio

### Lucha con Ghost Rider
Blackout fue un delincuente sobrehumano y profesional que generaba la oscuridad y apareció por primera vez en Ghost Rider # 2 (1990). Tiene la capacidad de generar automáticamente un campo de amortiguación de la luz que niega toda la luz visible en un área importante. Su complexión albinoesca y su extrema sensibilidad física a la luz solar y la luz en general probablemente expliquen esta manifestación de poder, y sus similitudes vampíricas aparentemente lo llevaron a reemplazar sus dientes y uñas por otros de metal mecánicamente mejorados.
Blackout fue empleado inicialmente por el demoníaco señor del crimen, Deathwatch como ejecutor y asesino. Deathwatch ordenó a Blackout que busque botes de bio-toxinas robados por una pandilla juvenil llamada Cypress Hill Jokers bajo su líder Paulie Stratton. Blackout asesinó al detective Frank Loretti y su familia, así como a los padres de Ralph D'Amato antes de luchar contra el Ghost Rider (Danny Ketch) por primera vez. Deathwatch y Blackout luego atacaron la comisaría del distrito 75 del NYPD, asesinaron a varios oficiales de policía, robaron botes de bio toxina y secuestraron a Paulie y Cypress Hill Jokers. Posteriormente, Blackout luchó contra los hombres de Kingpin y Ghost Rider otra vez. Blackout fue desfigurado en la batalla cuando fue chamuscado por el fuego del infierno tratando de morder la chaqueta de Ghost Rider. Esto hizo que se convirtiera en el archienemigo jurado de Ghost Rider. Blackout aprendió la identidad de Ghost Rider como Dan Ketch, y asesinó a su hermana en coma, Barbara Ketch en venganza. Blackout luego mató a los conocidos de Ketch, el vendedor de periódicos Theodore Larsen y el padre Michael McDonald.
Blackout continuó acechando a Ghost Rider. Se encontró con HEART y amenazó a algunos niños protegidos por la Morlock Hada (que no debe confundirse con el personaje X-Men del mismo nombre, que había estado en conflicto con Masque por un plan para cambiar a los bebés a formas mutadas. La creencia incorrecta de Ghost Rider de que se trataba de Blackout detrás de la desaparición de los bebés atrae la atención del auténtico Blackout. Aunque los niños son rescatados de forma segura, con la ayuda de X-Factor, Blackout logra matar a Pixie y escapar después de luchar contra Ghost Rider nuevamente. Blackout asesinó a varios trabajadores de alcantarillado, luego luchó contra Ghost Rider, John Blaze y HEART nuevamente; durante esta batalla, su rostro queda desfigurado por el arma de Blaze, y Blackout finalmente fue capturado por la policía. Fue liberado de la prisión por la Firma, luego secuestró a la madre de Ketch y sus amigos, aparentemente asesinando a Dan Ketch arrancándole la garganta mientras estaba en forma humana. Solo la intervención sobrenatural de otras fuentes permite que Dan se recupere mientras el Ghost Rider existe como una entidad separada. Alrededor de este tiempo, Blackout inició un ataque asesino a través de Central Park, lo que provocó una situación de rehenes con la policía. Junto con el Sr. Stern, Blackout es capturado por Ghost Rider y sellado en un Mausoleo.
Con el Sr. Stern, Blackout escapa del mausoleo. Blackout experimenta una visión de Lilith, la diosa demonio que afirmaba que era su abuela. Blackout une fuerzas con Lilith y Lilin, y se uniría con muchos descendientes superpotentes de Lilith, todos haciendo su voluntad. Blackout, Creed y Pilgrim secuestraron al hijo de John Blaze, luego batallan contra Blaze y Ghost Rider. Junto a Lilth y Lilin, Blackout combate a Ghost Rider, John Blaze, Michael Morbius, Nightstalkers y Redentores del Darkhold en Groenlandia. Blade atraviesa a Blackout por el ojo, matándolo. Blackout es más tarde renacido junto con el resto de sus hermanos caídos, gracias a Lilith. Él tiene una nueva cara, pero luego se quema en la batalla con Ghost Rider.
Durante una de sus muchas veces trabajando con Lilith, él vuelve a inspirar al oficial de policía Badilino para que se convierta nuevamente en Vengeance. Confundido por la duda después de enterarse de que su misión demoníaca significa poco, Badilino está congelado por la indecisión cuando las fuerzas de Lilith, Blackout, Dark Legion y Meatmarket atacan su recinto. Al ver que Blackout amenaza con consumir a un niño pequeño, Badilino se transforma y literalmente se pone en acción. El niño es salvado Blackout aprovecha la oportunidad minutos después para atacar a la amiga de Dan Ketch, Stacy Dolan. Ella es salvada por Ghost Rider. Blackout y Lilin se distraen con la llegada del Doctor Strange y otros Hijos de la Medianoche, quienes son su principal objetivo. Un hechizo, lanzado mientras los Hijos se retiran de las fuerzas abrumadoras, protege a los ciudadanos en el recinto de ser vistos por Lilin.
Después de ser derrotado por los Hijos de la Medianoche, a Blackout le repararon sus deformidades faciales y volvió a trabajar como asesino a sueldo, eliminando también algunos rencores personales en el camino. Se obsesiona románticamente con Wei, una reportera que ha descubierto la identidad secreta de Ghost Rider. Su tormento asesino de Wei hace que se parta y se suicide en vivo frente a la cámara. Es capturado por Ghost Rider y encadenado en el World Trade Center donde se cree que murió quemado.

### Nuevos Vengadores
Mucho más tarde, Blackout fue visto entre los villanos que escaparon en el brote de la prisión en New Avengers # 1, y su repentina falta de muerte se explica más tarde en New Avengers: Most Wanted Files, donde se revela que fue arrestado antes de quemarlo a muerte.
Blackout fue contratado por la Capucha para aprovechar la división en la comunidad de superhéroes causada por la Ley de Registro de Superhumanos. Él los ayudó a luchar contra los Nuevos Vengadores, pero fue derribado por el Doctor Strange.

### Invasión Secreta
En Secret Invasion, él es uno entre muchos supervillanos que se unieron al sindicato del crimen de Capucha y atacaron una fuerza invasora de Skrull.

### Muerte del cuidador
Aparece Blackout ayudando al ataque de Danny Ketch y matando al Cuidador antes de enfrentarse a Ghost Rider.
Se une a la pandilla de Capucha en un ataque contra los Nuevos Vengadores, que en cambio esperaban a los Vengadores Oscuros. Fue reclutado por Zadikiel para reunir una "fuerza de tarea" de enemigos Ghost Rider con el fin de perseguir y destruir a los Ghost Riders, Ketch y Blaze. Más tarde, atacó la iglesia llena de monjas armadas, junto con Orbe, Deacon y la nueva Venganza. Él cubre el lugar en la oscuridad amenazando y burlándose de las monjas, pero se detiene al ser baleado con balas que estaban cubiertas de agua bendita. Blackout huye gritando de dolor en la noche.

### Siege
Blackout fue visto durante el Asedio de Asgard como parte del sindicato criminal de Capucha.

### Fear Itself
Durante la historia de Fear Itself, Blackout y Deathwatch ayudan a Sin (en forma de Skadi) a atacar Dayton, Ohio. Desde que Johnny Blaze ya no es un Ghost Rider, un hombre llamado Adam realiza un ritual en una pirámide en Nicaragua en el que una de sus seguidoras, una mujer llamada Alejandra, se convierte en la nueva mujer Ghost Rider que puede derrotar a Deathwatch y Blackout II.
Reaparece como uno de los villanos convocados por Sin para luchar contra los héroes de la Tierra.

### EnThe Superior Spider-Man
En un intento por reconstruir su reputación, Blackout persigue a Superior Spider-Man. Él secuestra a la Tía May de Peter Parker, y la mantiene como rehén, exigiendo que Parker, como el "diseñador tecnológico" de Spider-Man, se entregue a cambio. Superior Spider-Man lo rastrea y pelea. Blackout gana la ventaja e intenta morder el cuello de Spider-Man. Desafortunadamente para Blackout, Spider-Man llevaba una tapa de metal bajo su traje, que lo electrocutó. Spider-Man luego torturó a Blackout, arrancando sus garras y dientes. En agonía, Blackout ruega misericordia, prometiendo nunca ir tras alguien que Spider-Man sepa de nuevo. Spider-Man le dice que pase la voz a todos los otros criminales que "Peter Parker está fuera de los límites", y luego expone a Blackout a la luz solar artificial, quemándolo.

## Poderes y habilidades
Blackout es medio demonio, dándole varias habilidades sobrehumanas. Su fuerza, velocidad, resistencia, durabilidad y reflejos son sobrehumanos. Puede ver casi en la oscuridad, y tiene la habilidad mística de extinguir fuentes de luz tanto naturales como artificiales en sus inmediaciones. Sin embargo, su piel es muy sensible a la luz. Él ha mejorado los dientes, las mandíbulas y las garras, que generalmente emplea para arrancar las gargantas de sus víctimas y enemigos. Es un combatiente mano a mano con mucha experiencia, un acróbata superior y luchador.

## En otros medios

### Película
Johnny Whitworth ha confirmado que su personaje Ray Carrigan en Ghost Rider: Espíritu de Venganza se basó en el Blacker medio demoníaco de Marvel. Como dijo Whitworth, interpreta al "villano que, al principio, hasta la página 70, es humano, [...] no soy un tipo muy agradable. Soy malo. Me convierten en alguien, para aquellos quien leyó 'Ghost Rider', el personaje Blackout. Me convertí en él por el diablo para completar mi trabajo. Eso me da la fortaleza para luchar contra Ghost Rider y las habilidades sobrenaturales para competir en cierto nivel con ese tipo". Los creadores de la película han confirmado que el personaje no seguirá Marvel de la mitología del personaje y admitió que basaron su caracterización en la apariencia del personaje solo. Ray Carrigan es un mercenario, traficante de drogas y corredor de armas que trabaja para Roarke (la forma humana de Mephisto) Él y sus hombres son contratados por Roarke para secuestrar a Danny, el hijo de Nadya (una mujer que una vez fue una exnovia de Carrigan y fue salvada al borde de la muerte por Roarke). A pesar de que Ray y sus hombres lograron capturar a Danny, terminaron perseguidos por Nadya y Ghost Rider. Después de resultar gravemente herido durante una pelea contra Ghost Rider en una cantera, el cuerpo de Carrigan se encuentra muriendo debajo de algunos escombros por Roarke. Para asegurarse de que Carrigan termine su trabajo, Roarke usa sus poderes para curar a Carrigan transformándolo en Blackout. Una diferencia entre la versión de cómics es que este Blackout tiene poderes sobre la oscuridad y la decadencia y no un vampiro. Los poderes de decaimiento de Blackout no funcionan en un Twinkie cuando cualquier otro alimento que trata de comer se descompone rápidamente en el momento en que lo toca. Cuando Ghost Rider, Moreau y Nadya llevan a Danny a una zona sagrada donde Danny estaría protegido, los monjes querían matar al niño para evitar que el Diablo lo consiguiera solo para que Blackout matara a los monjes y recapturara a Danny. Durante la pelea con Roarke para rescatar a Danny, Moreau se sacrifica a sí mismo para distraer a Blackout de atacar a Johnny Blaze (quien luego será reactivado por Danny). En la pelea final con Ghost Rider en el camino, Blackout es asesinado por Ghost Rider, quién usa su Mirada de Penitencia sobre él y lo arroja fuera de la camioneta de Nadya.

### Videojuegos
Blackout aparece en el videojuego Ghost Rider (basado en la película del mismo nombre de 2007), interpretado por Lex Lang. En el juego, él roba un jet ski modificado y lo usa para escapar de un laboratorio mientras es perseguido por Ghost Rider.